# Rudolf Charousek
Rudolf Charousek (en hongrois: Charousek Rezső, né le 19 septembre 1873 à Prague; † le 18 avril 1900 à Budapest) était un maître d'échecs hongrois, mort de la tuberculose à 26 ans.

## Biographie et carrière aux échecs

### Débuts aux échecs
Charousek découvrit les échecs au lycée. La passion pour ce jeu fut telle qu'elle l'amena à interrompre ses études de droit en 1893, afin de se consacrer à une carrière de joueur d'échecs professionnel. En 1893, il perdit un match contre Gyula Makovetz. Il se lia d'amitié avec l'ingénieur hongrois Maróczy, avec lequel il jouait souvent.
Charousek était si pauvre que, ne pouvant se payer un exemplaire du volumineux recueil d'ouvertures de Bilguer (le Handbuch des Schachspiels), il le recopia dans les bibliothèques publiques. Sous-alimenté, il contracta bien vite la tuberculose.
Charousek prit part au premier tournoi d'échecs par correspondance en 1893, qui était organisé par le royaume de Hongrie, et partagea le premier prix avec Maróczy.

### Nuremberg et Budapest 1896
À la suite de ses premiers succès à Budapest, on commença à inviter Charousek dans les tournois internationaux. Il fit sensation au tournoi de Nuremberg en 1896, en remportant une victoire éclatante contre le champion du monde Emanuel Lasker (voir ci-dessous). Charousek termina douzième avec 8,5 points sur 18. Au printemps de la même année, il partagea la première place avec l'ancien candidat au titre Mikhaïl Tchigorine (8,5 points sur 12) au tournoi du jubilé de Budapest, mais perdit lors du match de départage (1 à 3).

### Berlin 1897
La Société d'échecs de Berlin organisa en 1897 un mémorial à l'occasion des 70 ans du club. Charousek remporta cette compétition (13,5 points sur 18 et 2,5 points d'avance sur Walbrodt, Blackburne, Janowski, Burn, Schlechter, Marco, Alapine, Tchigorine, Schiffers, Winawer, Teichmann, Englisch, Albin et von Bardeleben) empochant la récompense de 2 000 Marks.

### Cologne et Budapest 1898
Au tournoi de Cologne en 1898, il fut deuxième ex æquo avec deux autres joueurs, puis il remporta le « tournoi des quatre maîtres » de Budapest devançant Maróczy.
Après de tels succès, Charousek fut pressenti comme candidat contre Lasker pour le titre mondial, mais la rencontre n'eut jamais lieu : Charousek mourut en 1900, à 26 ans, de tuberculose.

## Ouvertures
Charousek était un spécialiste du gambit du roi, qu'il utilisa avec succès même contre Emanuel Lasker (voir ci-dessous).

## Classement
Le statisticien américain Jeff Sonas a estimé son classement à 2 734 atteint en mars 1900. De mai 1899 à avril 1900 il était classé comme le 6e meilleur joueur du monde.

## Hommage
L'écrivain autrichien Gustav Meyrink a rendu un hommage posthume à Charousek et à sa perspicacité dans son plus célèbre roman, Le Golem : l'un des principaux protagonistes du récit est l'étudiant en médecine Innocent Charousek, qui compare à une partie d'échecs le plan ingénieux qu'il a élaboré pour se débarrasser du brocanteur Wassertrum.

## Une partie d'exemple
R. Charousek-Em. Lasker, Nuremberg, 1896
1. e4 e5 2. f4 exf4 3. Fc4 d5 4. Fxd5 Dh4+ 5. Rf1 g5 6. Cf3 Dh5 7. h4 Fg7 8. Cc3 c6 9. Fc4 Fg4 10. d4 Cd7 11. Rf2 Fxf3 12. gxf3 0-0-0 13. hxg5 Dxg5 14. Ce2 De7 15. c3 Ce5 16. Da4 Cxc4 17. Dxc4 Cf6 18. Fxf4 Cd7 19. Da4 a6 20. Da5 Cf8 21. Cg3 Ce6 22. Cf5 Df8 23. Fg3 Td7 24. Cxg7 Dxg7 25. De5 Dxe5 26. Fxe5 f6 27. Fxf6 Tf8 28. Th6 Cf4 29. Re3 Cg2+ 30. Rd2 Tdf7 31. e5 Cf4 32. Tah1 Tg8 33. c4 Ce6 34. Re3 Cf8 35. d5 Td7 36. e6 1-0.